# Фриццони, Густаво
Густаво Фриццони (итал. Gustavo Frizzoni; 11 августа 1840, Бергамо — 10 февраля 1919, Милан) — итальянский историк искусства.

## Биография
Густаво Фриццони родился в Бергамо (Ломбардия), на севере Италии в семье швейцарского происхождения. Его отец, владевший вместе с братьями компанией по обработке и экспорту ломбардского шёлка, был библиофилом и коллекционером. Он умер преждевременно в 1849 году. После его смерти об образовании Густаво и его пяти братьев заботились его мать и друг семьи, знаменитый историк искусства и коллекционер, также швейцарского происхождения Джованни Морелли.
В 1864 году Густаво получил диплом в Пизе как специалист по итальянской литературе. В 1866 году он участвовал в третьей войне за независимость Италии в качестве добровольца армии Гарибальди.
Под влиянием Морелли Густаво Фриццони стал интересоваться искусством, опубликовав свои первые работы в этой области в 1869 году. Некоторые из его наиболее важных произведений были собраны и опубликованы в 1891 году под названием «Искусство Италии эпохи Возрождения» (Arte italiana del Rinascimento).
Фриццони унаследовал рукописи Морелли и позаботился об их публикации. В этих текстах не всегда легко отличить оригинальные мысли Морелли от дополнений его ученика. Фриццони стал продолжателем знато́ческой методики Морелли по атрибуции картин.
Коллекция, которая украшала комнаты дома Джованни Морелли в Милане, оставалась там до его смерти в 1891 году. В следующем году Густаво Фриццони разместил 117 картин и 3 скульптуры в двух галереях музея в Бергамо, названного именем Джованни Морелли. В 1911 году он выступил против попыток К. Риччи реорганизовать Академию Каррара в Бергамо, рассредоточив коллекцию картин, завещанную Морелли.
В 1872 году Густаво Фриццони стал кавалером Ордена Короны Италии. Фриццони умер в Милане 10 февраля 1919 года в возрасте семидесяти восьми лет. Его библиотека и фотоархив в том же году по его завещанию были переданы в дар Академии Брера.

## Профессиональная деятельность
Существенна была деятельность Фриццони в качестве консультанта по приобретению итальянскими и зарубежными музеями произведений живописи художников ломбардской и венецианской школ XV и XVI веков. Как уполномоченный музея Польди-Пеццоли в Милане, Фриццони в 1870 году занимался пополнением собрания живописи и составлением каталога картин Пинакотеки Брера.
Деятельность Густаво Фриццони проявлялась в сотрудничестве с художественными журналами, в основном консервативного направления (La Perseveranza, Nuova Antologia, Emporium, Arte e storia, L’Arte, Rassegna dell’arte) и газетами, в которых он публиковал свои статьи и заметки.
В 1905 году, когда Фриццони пригласили на Международный художественный конгресс в Венеции (Congresso artistico internazionale di Venezia), он резко выступил против ограничительных мер государства в отношении вывоза произведений искусства за границу, введённых законом 1902 года о защите национального культурного наследия. Фриццони, несмотря на обвинения в антипатриотизме, выступал за свободную торговлю произведениями искусства как основного способа формировании частных коллекций. Он считал государственный протекционизм в этой области бесполезным и вредным.